# Tachyoryctes ibeanus
Tachyoryctes ibeanus é uma espécie de roedor da família Spalacidae. Endêmico do sul do Quênia, pode ser encontrado na região próxima a Nairobi e na margem oeste das planícies de Athi.